# FabrikC
FabrikC ist ein Aggrotech-Projekt des deutschen Musikers Thorsten W. D. Berger.

## Geschichte
Berger wuchs in Oberhausen auf und begann zunächst in den 1980ern Lyrik vorzutragen und zu vertonen. Die ersten Songs entstanden am C64 und am Amiga. Anschließend arbeitete er als Lightjockey und DJ. Er zog später nach Hannover um. 2005 gründete er das zunächst noch namenlose Projekt FabrikC, veröffentlichte im Dezember 2004 die EP Leidensweg und benannte das Projekt schließlich. „Fabrik“ wählte er, als Bestandteil des Namens, um der Musik, die er programmiert, Rechnung zu tragen, das „C“ hat keine tiefere Bedeutung. Am 1. April 2005 erschien das erste Album Farblos als Eigenproduktion. Berger begann sein Songmaterial an Labels zu schicken und fand schließlich mit ProNoize (Dark Dimensions) einen Partner. Dort erschienen die drei Alben Gleichstrom (2005), Impulsgeber (2007) und Widerstand (2011). Neben diesen Tonträgern hat er auch einige Remixe veröffentlicht, darunter für namhafte Künstler wie Das Ich, Samsas Traum, Noisuf-X, Ext!ze und Nachtmahr. Er ist auf diversen Samplern aus der Schwarzen Szene vertreten.
Bei Liveauftritten wird Berger unterstützt durch die Musiker halfevil (Schlagzeug) und FRYZ (Keyboard). Er trat unter anderem beim Secret Garden Festival (Hannover), dem Summer Darkness (Utrecht), dem Kinetik Festival (Montreal), dem Wave-Gotik-Treffen (Leipzig) sowie dem Amphi Festival in Köln auf.

## Stil
Die Lieder von FabrikC gehören in das Genre Aggrotech und damit in den düsteren Electro/Techno-Bereich mit Anklängen an Noise und den Trance. Sie sind meist sehr schnell, aber rhythmisch und tanzbar. Berger arbeitet vorwiegend mit Sprachsamples aus Filmen oder Originalzitaten.

## Diskografie

### Alben
- 2005: Farblos! (Eigenveröffentlichung)
- 2005: Gleichstrom (Pronoize)
- 2007: Impulsgeber (Pronoize)
- 2011: Widerstand (Pronoize)
- 2018: digital riots (Stay Beat Productions)
- 2020: Rewind Renew Repeat (Stay Beat Productions)

### EPs
- 2004: Leidensweg (Eigenveröffentlichung)
- 2005: Der zweite Tod (Eigenveröffentlichung)
- 2018: Independent Riot Corps (Stay Beat Productions)
- 2022: The Chinese Food Experience 01 (Stay Beat Productions)
- 2022: The Chinese Food Experience 02 (Stay Beat Productions)
- 2022: The Chinese Food Experience 03 (Stay Beat Productions)
- 2022: The Chinese Food Experience 04 (Stay Beat Productions)

### DVDs
- Live at Summer Darkness 2006 (Eigenveröffentlichung)

### Singles
- 2020: Neues aus Deutschland (Stay Beat Productions)
- 2021: Der Elefantenmensch II (Stay Beat Productions)
- 2022: Widerstand extended (Stay Beat Productions)
- 2022: Boomstick – Extra Extended (Stay Beat Productions)
- 2022: High Time (Chinese Takeaway) (Stay Beat Productions)
- 2022: Perfect Happiness (Stay Beat Productions)
- 2022: Exorcism (Extended Dj Mix Version) (Stay Beat Productions)

### Kompilationsbeiträge
- 2005: Hexenjagd auf Orkus-Compilation 14 (2005)
- 2005: Notfall (reworked) auf Extreme Sündenfall 2 (2005)
- 2006: Der zweite Tod auf Dark Awakening 5
- 2007: klangaktiviert auf Extreme Sündenfall Vol. 6
- 2007: exorcism auf Endzeit Bunkertracks Act III
- 2007: T1N0M0 (G1 Mix) auf When Angels Die
- 2008: 100 % Elektronik auf EoD Vol. 2 und Extreme Störfrequenz Vol. 1
- 2009: Aggroelectric auf Extreme Störfrequenz Vol. 4
- 2010: Mensch auf Kinetik Festival Volume 3
- 2010: N.H.N.S. (Remixed By NOISUF-X) auf Underground Club Revolutions 2010
- 2011: Kubikelfe auf Gothic Compilation Part LIII

### Remixe
- 2006: Hexenjagd (witches united by FabrikC) von Tyske Ludder auf Creutzfeld E.P. (MCD) und Trinity (Limited Box)
- 2006: Opferzeit (FabrikC RX) von Das Ich auf Cabaret (Limited Box)
- 2007: Ein Spiel (FabrikC Rmx) von Nachtmahr auf Kunst ist Krieg (MCD)
- 2008: Confusion (FabrikC Rmx) von Exilanation auf The Matrix Is Real Loaded (CD)
- 2008: smashed (touched by FabrikC) von C/A/T auf The Second Chance (CD-r, EP)
- 2009: Poser (FabrikC Rmx) von Ext!ze auf FallOut Nation (CD)
- 2009: Killerhertz (FabrikC Rmx) von Phosgore auf Doomination (CD)
- 2009: Hammer the Gear (FabrikC Rmx) von Halo Effect auf Hammer the Gear (Single)
- 2009: Black Queen Style von Mechanical Moth auf Rebirth (CD)
- 2009: Maschinenmädchen (ABmix by FabrikC) von Angstfabrik auf Daneben heißt richtig liegen (CD)
- 2010: Fick mich jetzt und fick mich hart (slapped by FabrikC) von Suono auf My Style (CD)
- 2011: Distorted Life (German Distortion By Fabrik) von Inline.SeX.Terror auf Distorted Life EP (MCD)
- 2011: White Knuckle Head Fuck (Fabrikc Mix) von Caustic auf White Knuckle Head Fuck (Single)
- 2011: Gott hat kein Gesicht (hardfacemix) von Samsas Traum auf Käfer.Maden.Würmer.Spinnen. (2xCD)
- 2011: The Awakening [Awake At The Dentist] von Suono auf Dark Style (CD)
- 2012: Black Gold (Driller Mix) von Second Version auf Zeitreise (MP3-Album)
- 2012: Ich tanze (Machine Pressure Mix by FabrikC) von Second Version auf Gruppenzwang (MCD)
- 2012: x-tension in progress (FabrikC re-bassed) von C-Lekktor auf X-Tension In Progress (2xCD)
- 2012: Call to Glory (Call to Stomp Mix By FabrikC) von FGFC820 auf Homeland Insecurity (2xCD)
- 2013: Information (Touched By FabrikC) von XP8 auf Meathead’s Lost (Download-Album)
- 2014: Perish (FabrikC Remix) von The Eternal Afflict auf [Perish!] (MCD)
- 2015: Strom (FabrikC RX) von Waldrick auf Subtraction of Light / Absence of Light (200xCD)